# Distriktsföreståndare
Distriktsföreståndare är i flera svenska religiösa samfund använd titel för en vald andlig ledare för en distriktsorganisation inom samfundet.
Motsvarar den organisatoriska ställning som en biskop har i episkopala samfund.